# Xeromelissa brevimalaris
Xeromelissa brevimalaris là một loài Hymenoptera trong họ Colletidae. Loài này được Toro mô tả khoa học năm 1981.